# Kunhegyes

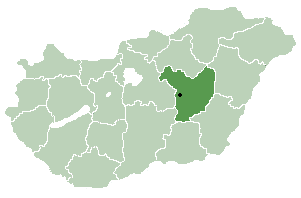
Kunhegyes läge i provinsen Jász-Nagykun-Szolnok i Ungern.

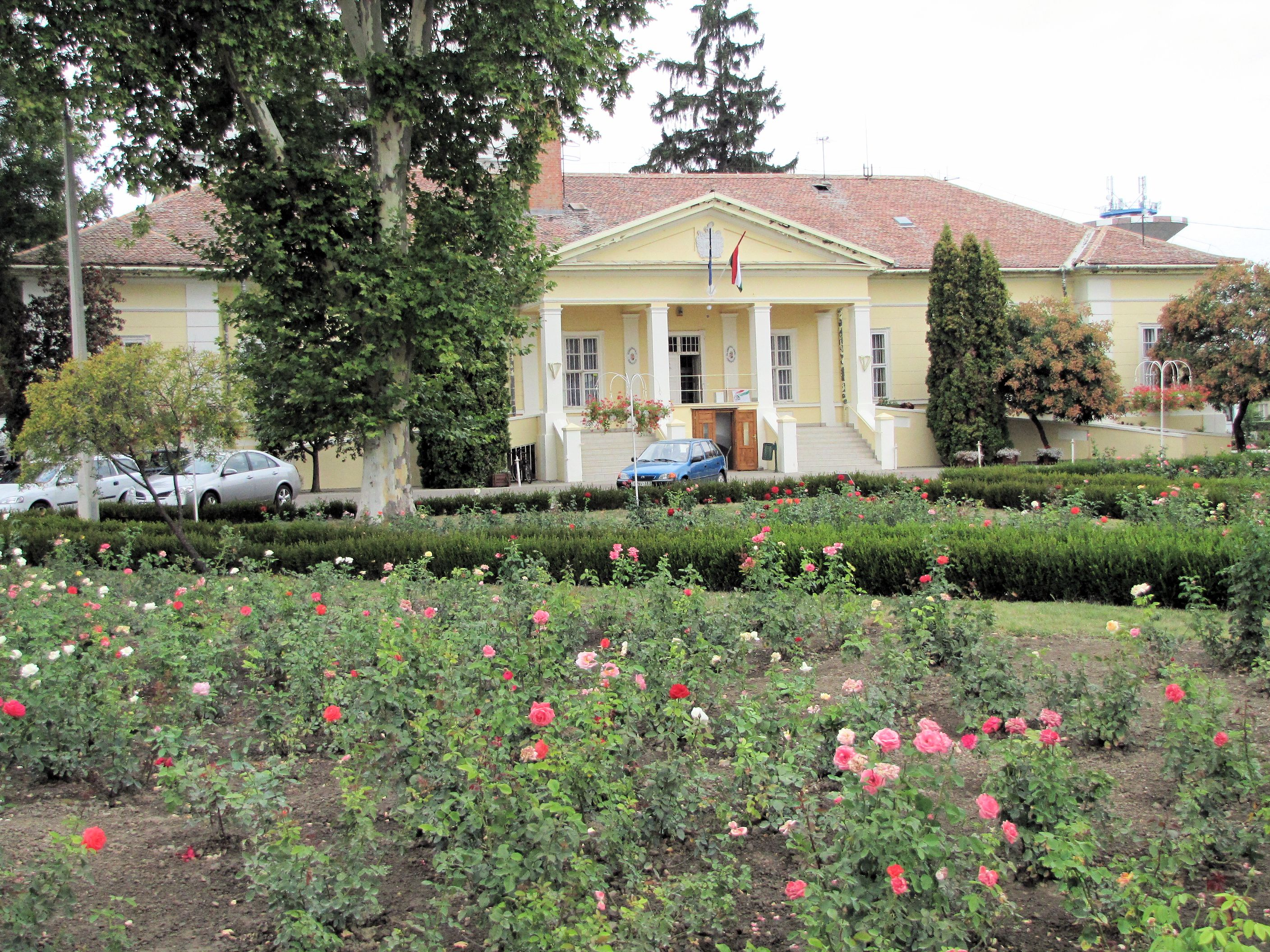
Stadshuset i Kunhegyes.

Kunhegyes är en mindre stad i provinsen Jász-Nagykun-Szolnok i Ungern. Kunhegyes ligger i distriktet med samma namn och hade år 2020 totalt 7 369 invånare.